# Westphalia (Indiana)
Westphalia es un lugar designado por el censo ubicado en el condado de Knox en el estado estadounidense de Indiana. En el Censo de 2010 tenía una población de 202 habitantes y una densidad poblacional de 37,82 personas por km².

## Geografía
Westphalia se encuentra ubicado en las coordenadas 38°51′59″N 87°13′40″O / 38.86639, -87.22778. Según la Oficina del Censo de los Estados Unidos, Westphalia tiene una superficie total de 5.34 km², de la cual 5.34 km² corresponden a tierra firme y nada es agua.

## Demografía
Según el censo de 2010, había 202 personas residiendo en Westphalia. La densidad de población era de 37,82 hab./km². De los 202 habitantes, Westphalia estaba compuesto por el 100% blancos.